# Hofanlage Mühlenweg 11
Die Hofanlage Mühlenweg 11 in der niedersächsischen Gemeinde Hagen im Bremischen, Ortsteil Hoope, im Landkreis Cuxhaven, stammt vom Anfang des 19. Jahrhunderts.
Aktuell (2024) wird sie als Wohnhaus und gewerblich genutzt.
Die Gebäude stehen unter Denkmalschutz (siehe auch Liste der Baudenkmale in Hagen im Bremischen).

## Beschreibung
Die Hofanlage besteht aus:
- dem eingeschossigen giebelständigen Wohn- und Wirtschaftsgebäude von um 1800 als Zweiständer-Hallenhaus in Fachwerk mit Steinausfachungen mit pfannengedecktem Krüppelwalmdach als Niedersachsengiebel mit Uhlenloch und Wirtschaftsgiebel mit engmaschigem Gitterfachwerk mit kräftigen Ständern sowie der Grooten Door mit Korbbogen, Traufseiten teilweise massiv in Backstein ersetzt,[2]
- und der eingeschossigen traufständigen Scheune von um 1850 in Fachwerk mit Steinausfachungen, reetgedecktem Satteldach, Längseinfahrt sowie Querdurchfahrt.[3]

Das Landesdenkmalamt befand u. a.: „… wegen der geschichtlichen und städtebaulichen Bedeutung …“